# باسه-پوانت
باسه-پوانت (به فرانسوی: Basse-Pointe) یک کمون (فرانسه) در فرانسه است که در مارتینیک واقع شده‌است. باسه-پوانت ۲۷٫۹۵ کیلومتر مربع مساحت دارد.